# 3668 Ilfpetrov
A 3668 Ilfpetrov (ideiglenes jelöléssel 1982 UM7) a Naprendszer kisbolygóövében található aszteroida. Ljudmila Georgijevna Karacskina fedezte fel 1982. október 21-én. Az aszteroidát az Ilf és Petrov szovjet írópárosról nevezték el.